# Fatimata M’Baye

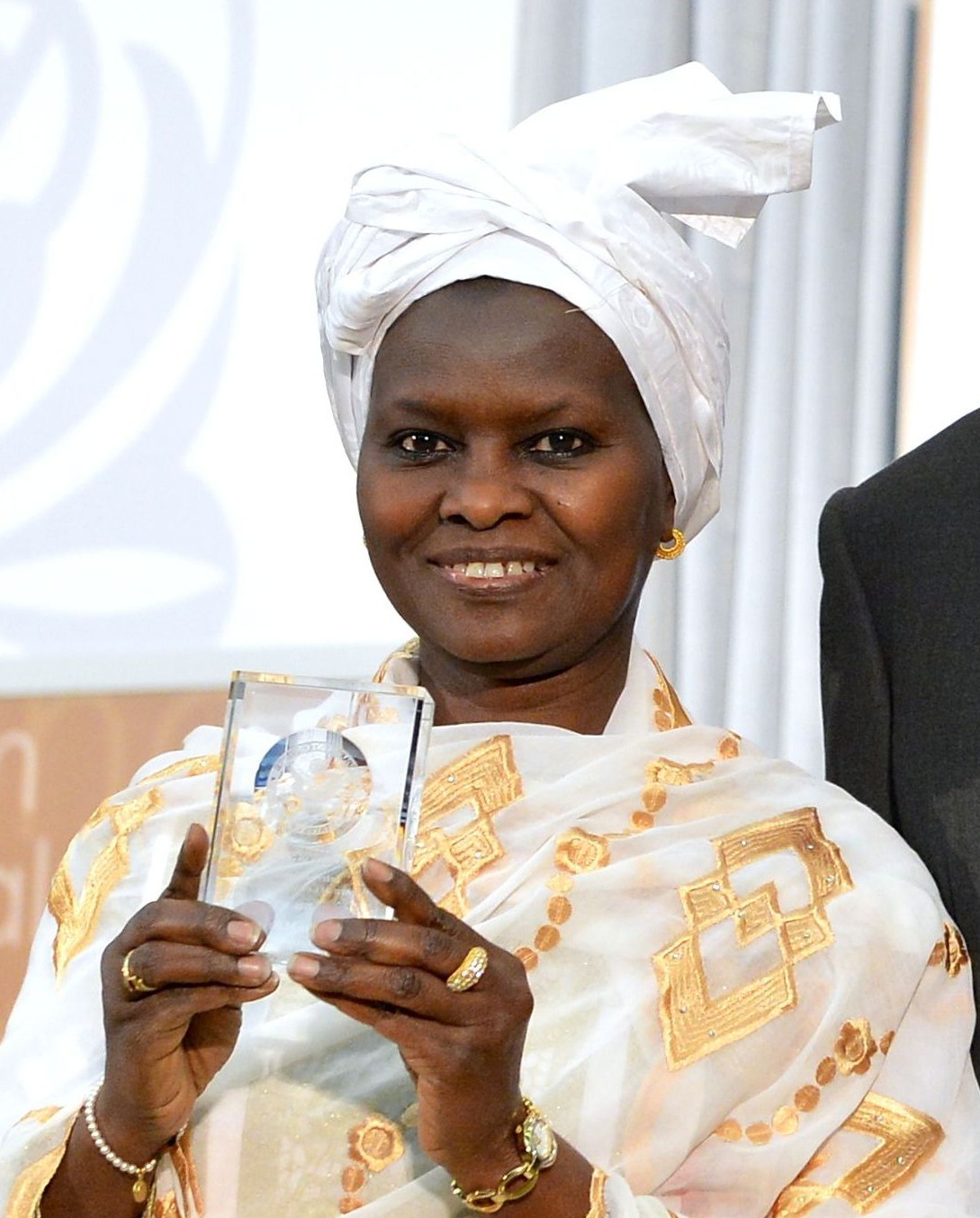
Fatimata M'Baye, Preisträgerin beim International Women of Courage Award 2016

Fatimata M’Baye (* 1957 in Mauretanien) ist eine mauretanische Bürgerrechtlerin.
Von 1981 bis 1985 studierte sie in Nouakchott an der dortigen Universität Rechtswissenschaften und wurde anschließend als erste Rechtsanwältin Mauretaniens zugelassen.
Fatimata M’Baye kämpft in ihrem Land für die Rechte der schwarzafrikanischen Bevölkerung (Soudans), der Frauen, insbesondere für die Gleichberechtigung von Mann und Frau, sowie für die Rechte der Kinder und gegen die Sklaverei. Sie amtiert als Vizepräsidentin der Association Mauritanienne des Droits de l'Homme (AMDH), der Menschenrechtsvereinigung Mauretaniens, sie ist Vorsitzende der Kommission für Frauenrechte und Gründerin sowie Vorsitzende der Sozialkommission der AMDH; ferner ist sie Beratungsanwältin verschiedener Organisationen und war 1994 Beobachterin bei der Präsidentenwahl in Mauretanien.
Ihr Engagement gegen Unterdrückung und die Sklaverei in Mauretanien brachte ihr 1987 eine Freiheitsstrafe von sechs Monaten ein. 1998 wurde sie wegen ihrer Zugehörigkeit zu einer nicht genehmigten Vereinigung erneut zu einer Freiheitsstrafe von dreizehn Monaten verurteilt; nur unter dem Druck einer internationalen Kampagne begnadigte sie schließlich der Präsident des Landes.
1999 wurde M’Baye der Internationale Nürnberger Menschenrechtspreis verliehen. Die Jury bezeichnete sie als „Symbolfigur für den Kampf um die Achtung der Menschenrechte in Afrika“. 2016 erhielt sie den International Women of Courage Award.